# كلوريد الروثينيوم الثلاثي
كلوريد الروثينيوم الثلاثي (أو ثلاثي كلوريد الروثينيوم) مركب كيميائي له الصيغة RuCl3، ويكون على شكل بلورات بنية إلى سوداء. يوجد منه شكل مائي سداسي الهيدرات RuCl3.6H2O. يعد المركب أهم مركبات الروثينيوم، ومنه يحضر أغلب مركباته.

## الخصائص
- إن مركب ثلاثي كلوريد الروثينيوم غير منحل في الماء.
- يوجد شكلين بلوريين لثلاثي كلوريد الروثينيوم، وهما الشكلان ألفا وبيتا. يكون للشكل ألفا α-RuCl3 الأسود بنية مشابهة لبنية كلوريد الكروم الثلاثي، وتبلغ المسافة بين ذرات الروثينيوم Ru-Ru في البلورة 346 بم، في حين أن الشكل بيتا β-RuCl3 البني الغامق يتبلور حسب النمط السداسي، بحيث يشكّل سلاسل طويلة من ثمانيات السطوح المتشاركة بالوجه، تكون المسافة Ru-Ru فيها 283 بم. يتحوّل الشكل بيتا إلى الشكل ألفا بشكل غير عكوس بالتسخين إلى درجات حرارة بين 450–600 °س.
- يتفاعل كلوريد الروثينيوم الثلاثي مع أحادي أكسيد الكربون بشروط معتدلة.[3] بهذا التفاعل يختزل الروثينيوم إلى الروثينيوم الثنائي أصفر اللون، إلا أنه غير ثابت وغالباً ما يحضّر في وسط التفاعل والذي غالباً ما يكون من الإيثانول. باستمرار التعرض لأحادي أكسيد الكربون تتشكل كربونيلات للروثينيوم مثل اثنا عشري كربونيل ثلاثي الروثينيوم:

3 RuCl3·xH2O  +  4.5 Zn  +  12 CO (ضغط مرتفع)  →  Ru3(CO)12  +  3 H2O  +  4.5 ZnCl2

## التحضير
يحضّر كلوريد الروثينيوم الثلاثي من تسخين فلز الروثينيوم إلى 700°س تحت جو غازي من مزيج الكلور وأحادي أكسيد الكربون بنسبة 1:4. يحمل الناتج بواسطة الغاز المتدفق ويتبلور بالتبريد.

## الاستخدامات
- يعد كلوريد الروثينيوم الثلاثي الأساس لتحضير العديد من مركبات ومعقدات الروثينيوم مثل حفاز غرابز.[5] بالإضافة إلى العديد من المعقدات الأخرى مثل ثنائي كلورو ثلاثي(ثلاثي فينيل فوسفين) الروثينيوم الثنائي RuCl2(PPh3)3 وكلوريد ثلاثي(ثنائي بيريدين) الروثينيوم الثنائي Ru(bipy)3]Cl2].